# Reynosa
Reynosa est une ville principalement industrielle, située au nord-est du Mexique, à la frontière avec les États-Unis, dans l'État de Tamaulipas. Elle est située au bord du Río Grande (Río Bravo), la ville de McAllen au Texas lui faisant face de l'autre côté de la rive. Elle est le chef-lieu de la municipalité de Reynosa.
C’est actuellement la ville la plus peuplée de l’État de Tamaulipas.

## Histoire

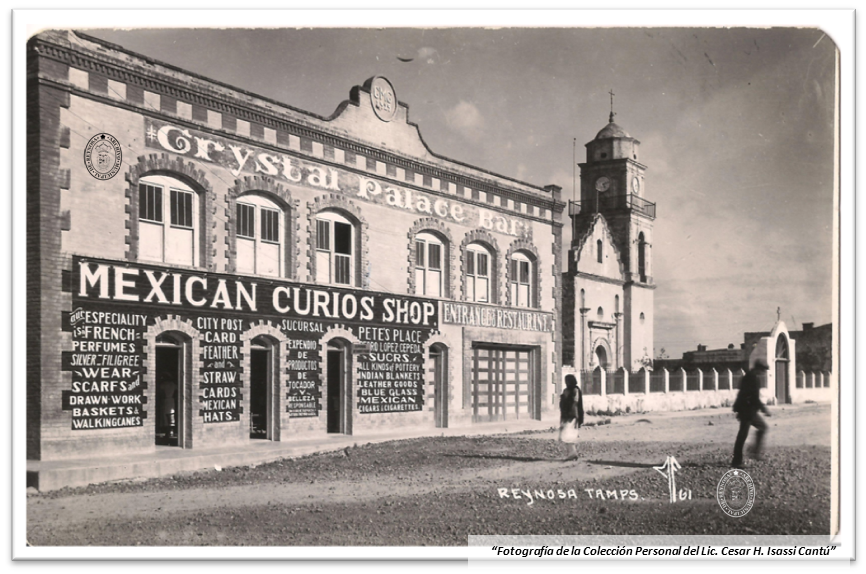
Bar Crystal Palace et l'Église Notre-Dame de Guadalupe, Reynosa, Tamaulipas, Mexique. Environ 1929

La localité fut fondée le 14 mars 1749 par Don José de Escandón y Helguera, Comte de Sierra Gorda. Sa population initiale était de 279 habitants. Cependant, pour cause d’inondations, décision fut prise de la déplacer 8 km plus à l’est le 4 juillet 1802. Ce n’est qu’en 1926 que le gouvernement de l’État lui donna la qualité de ville.
Parmi les principaux problèmes de Reynosa, on compte la surpopulation due à un flux de migration constant depuis le sud du Mexique vers la frontière afin de tenter le rêve américain. Cette migration s’explique également par la vitalité du marché de l’emploi de la ville. Ces dernières années, Reynosa a été l’une des villes à plus forte croissance économique du Mexique grâce aux investissements étrangers dans l’industrie des maquiladoras. La ville sert aussi de camp de base pour les cartels de drogues, notamment le Cartel de Sinaloa, le Cartel du Golfe ainsi que le Cartel La Familia Michoacana, à destinations des États-Unis et de l'Europe.
La croissance exagérée de la ville et la mauvaise planification des autorités a provoqué des insuffisances en termes d’infrastructures et de services publics (éducation, routes…), ceci malgré la participation conséquente de la ville au PIB du pays.

## Éducation
La ville possède un campus universitaire dépendant de l'Universidad Autónoma de Tamaulipas (es).

## Économie
La ville de Reynosa comprend de nombreuses zones industrielles, dont des infrastructures pétrolières appartenant à la compagnie publique Pemex. Les zones industrielles sont les suivantes : American Industries Reynosa Industrial Park, Parque Industrial Colonial, Parque Industrial Del Norte, Parque Industrial El Puente, Parque Industrial FINSA Maquilapark, Parque Industrial FINSA Reynosa Oriente, Parque Industrial Villa Florida, Prologis Park Pharr Bridge, Prologis Park Pharr Bridge East, Reynosa Campus I Industrial Park et Stiva Reynosa Industrial Park.
- Usine Nokia

## Transports
La ville de Reynosa est desservie par l'Aéroport international Général Lucio Blanco.

## Sports
En ligue mexicaine de baseball, les Broncos de Reynosa sont basés à Reynosa où se trouve leur stade, l'Estadio Adolfo López Mateos (es), enceinte de 10 000 places.

## Démographie
La population de la ville était supérieure à 500 000 habitants selon le recensement officiel effectué en 2005. Cependant, ce chiffre est certainement inexact du fait du grand nombre d’individus non recensés vivant dans la ville qui cherchent à passer la frontière pour les États-Unis. Ainsi, la population de la ville est plutôt estimée à 1,2 million d’habitants.